# Раттельсдорф
Раттельсдорф (нім. Rattelsdorf) — громада в Німеччині, розташована в землі Баварія. Підпорядковується адміністративному округу Верхня Франконія. Входить до складу району Бамберг.
Площа — 39,58 км2. Населення становить 4592 ос. (станом на 31 грудня 2020).